# Annemarie Hase
Annemarie Hase, född 14 juni 1900 i Berlin som Annita Maria Hirsch, död 22 februari 1971 i Västberlin, var en tysk kabarésångerska och skådespelerska, känd bland annat för den antinazistiska och satiriska sången "An allem sind die Juden schuld" (Allt är judarnas fel).

## Fotnoter
1. 1 2  Discogs, Discogs artist-ID: 431224, läst: 9 oktober 2017.[källa från Wikidata]
2. 1 2  filmportal.de, Filmportal-ID: e4717997edf945b3a2bcc5c3ecec76c0, läst: 9 oktober 2017.[källa från Wikidata]
3. ↑  Gemeinsame Normdatei, läst: 11 december 2014.[källa från Wikidata]